# Marit Larsen
Marit Elisabeth Larsen (Lørenskog, Akershus, 1 de julio de 1983) es una cantante y compositora noruega. Su talento se hizo conocido siendo miembro del dúo M2M junto a Marion Raven, su amiga de la infancia.

## Trayectoria
Tras la disolución de M2M (por política comercial de la casa discográfica Atlantic Records), Larsen decidió desaparecer de la vida pública haciendo estudios en la Universidad de Oslo. Sin embargo, un renovado interés de sus admiradores hizo que reapareciera a la luz pública con breves contribuciones para la radio NRK. En dichas presentaciones, Larsen debutó con tres canciones inéditas: "This Time Tomorrow", "Recent Illusion" y "Walls" con gran éxito.
A fines del año 2005 grabó su primer álbum como solista que fue editado por el sello EMI en enero de 2006.
Su primer sencillo "Don't Save Me", lanzado el 3 de enero de 2006 tuvo una gran respuesta del público noruego, éxito consolidado con canciones como "Under The Surface" y otros.
El éxito de su primer trabajo ha logrado tener cierto impacto internacional con apariciones en eventos en Alemania y España. En octubre de 2006, y la edición de su trabajo para países como Francia, India, Tailandia y Estados Unidos.
El 2 de noviembre de 2006 fue reconocida como mejor artista noruega en los premios MTV Europe Music Awards y en el mes de enero de 2007 fue reconocido su trabajo en los premios Spellemannprisen (Grammy noruego) con las distinciones a mejor artista femenino y mejor canción. El 13 de octubre de 2008, Marit lanza su segundo álbum titulado "The Chase", y su primer sencillo "If A Song Could Get Me You" alcanzó la cima de las listas noruegas por 2 semanas consecutivas. A mediados del 2009 "If A Song Could Get Me You" se convirtió en el primer sencillo internacional de Marit, alcanzó el No.1 en Alemania por 5 semanas consecutivas, al igual en Suiza donde logró estar por 4 semanas en la cima de las listas, en Austria logró posicionarse en el No.2.
En noviembre de 2009, Larsen comenzó su primera gira por Alemania y Suiza. VG, un periódico noruego, hizo una lista de las mejores canciones noruegas de la década 2000-2009. Under The Surface fue posicionada como la mejor canción de la década y la canción "If A Song Could Get Me You" obtuvo el cuarto lugar. Su álbum "Under The Surface" se posicionó como el segundo mejor de la década.
El 12 de septiembre de 2010 PopLife Records lanza If A Song Could Get Me You como primer sencillo de Marit Larsen en UK.
Del 28 de septiembre al 2 de octubre Marit Larsen agendó cuatro conciertos en China en tres ciudades distintas para la promoción de "If A Song Could Get Me You", versión asiática, la cual traería nuevas canciones para este continente.
En noviembre de 2010 SonyMusic Latino editó "If A Song Could Get Me You" en Latinoamérica con un tracklist único para la región, específicamente el disco fue lanzado en los siguientes países: Argentina, Uruguay, Chile, Brasil, México.
En enero del 2011 lanza oficialmente "Vår beste dag" en Noruega para una campaña de la radio NRK, la canción logró posicionarse n.º 1 en Itunes Noruega.

## Discografía

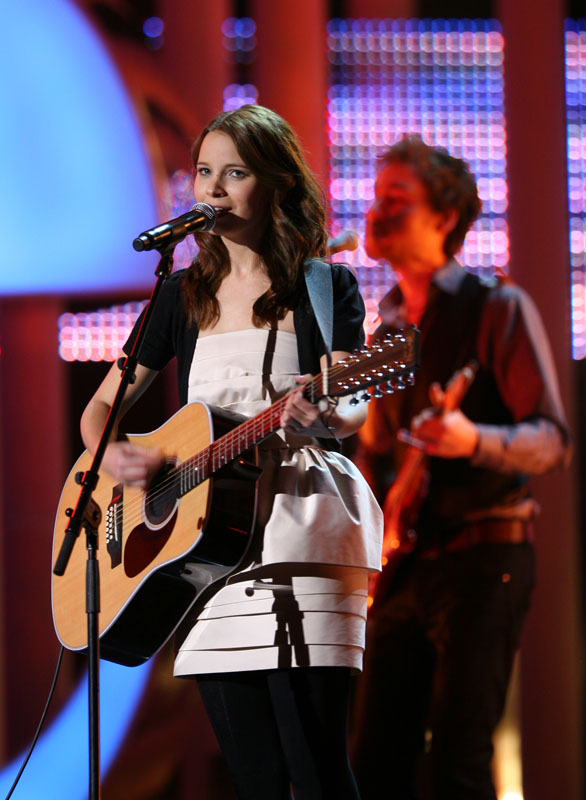
Marit Larsen en un concierto realizado durante la ceremonia de entrega de los Premio Nobel, en 2008.

### Álbumes
- Under the Surface (2006)
- The Chase (2008)
- If A Song Could Get Me You (2009)
- Spark (2011)
- When The Morning Comes (2014)
- Joni Was Right (2016)

### Singles
| Año  | Sencillo                                 | Posiciones de Chart | Posiciones de Chart | Posiciones de Chart | Posiciones de Chart | Posiciones de Chart | Posiciones de Chart | Posiciones de Chart | Álbum                      |
| Año  | Sencillo                                 | NOR                 | AUT                 | ALE                 | SUI                 | EU                  | LUX                 | SUE                 | Álbum                      |
| ---- | ---------------------------------------- | ------------------- | ------------------- | ------------------- | ------------------- | ------------------- | ------------------- | ------------------- | -------------------------- |
| 2006 | "Don't Save Me"                          | 1                   | –                   | –                   | –                   | –                   | –                   | –                   | Under the Surface          |
| 2006 | "Under the Surface"                      | 6                   | –                   | –                   | –                   | –                   | –                   | –                   | Under the Surface          |
| 2006 | "Only A Fool"                            | 14                  | –                   | –                   | –                   | –                   | –                   | –                   | Under the Surface          |
| 2007 | "Solid Ground"                           | –                   | –                   | –                   | –                   | –                   | –                   | –                   | Under the Surface          |
| 2008 | "If A Song Could Get Me You"             | 1                   | –                   | –                   | –                   | –                   | –                   | –                   | The Chase                  |
| 2009 | "I've Heard Your Love Songs"             | –                   | –                   | –                   | –                   | –                   | –                   | –                   | The Chase                  |
| 2009 | "If A Song Could Get Me You" (Relanzado) | –                   | 1                   | 1                   | 2                   | 5                   | 16                  | –                   | If A Song Could Get Me You |
| 2010 | "Under the Surface" (Relanzado)          | –                   | 64                  | 37                  | –                   | –                   | 27                  | –                   | If A Song Could Get Me You |
| 2010 | "Don't Save Me" (Relanzado)              | –                   | 73                  | 47                  | 63                  | –                   | 49                  | –                   | If A Song Could Get Me You |
| 2011 | "Vår Beste Dag"                          | 1                   | –                   | –                   | –                   | –                   | –                   | –                   | Vår Beste Dag (Single)     |
| 2011 | "Coming Home"                            | –                   | 104                 | 75                  | –                   | –                   | –                   | 42                  | Spark                      |
| 2012 | "Don't Move"                             | –                   | –                   | –                   | –                   | –                   | –                   | –                   | Spark                      |
| 2014 | "I Don't Want To Talk About It"          | –                   | –                   | –                   | –                   | –                   | –                   | –                   | When The Morning Comes     |
| 2015 | "Faith & Science"                        | –                   | –                   | –                   | –                   | –                   | –                   | –                   | When The Morning Comes     |
| 2015 | "Please Don't Fall For Me"               | –                   | –                   | –                   | –                   | –                   | –                   | –                   | When The Morning Comes     |
| 2015 | "Before You Fell"                        | –                   | –                   | –                   | –                   | –                   | –                   | –                   | When The Morning Comes     |
| 2015 | "Traveling Alone"                        | –                   | –                   | –                   | –                   | –                   | –                   | –                   | When The Morning Comes     |

### Colaboraciones
| Año  | Sencillo                                                              | Posiciones de Chart | Posiciones de Chart | Posiciones de Chart | Posiciones de Chart | Álbum           |
| Año  | Sencillo                                                              | NOR                 | AUT                 | ALE                 | SUI                 | Álbum           |
| ---- | --------------------------------------------------------------------- | ------------------- | ------------------- | ------------------- | ------------------- | --------------- |
| 2010 | "Out Of My Hands" (con Milow)                                         | –                   | 44                  | 19                  | 21                  | Milow           |
| 2010 | "Oh My Sweet Carolina" (con Milow)                                    | –                   | –                   | –                   | –                   | Milow           |
| 2012 | "God natt" (con Vinni)                                                | –                   | –                   | –                   | –                   | Oppvåkningen    |
| 2014 | "Take Everything Back" (con Sondre Lerche, Kato Ådland, Sylvie Lewis) | –                   | –                   | –                   | –                   | The Sleepwalker |

## Distinciones
- Mejor Artista Noruego - MTV Europe Music Awards 2006
- Mejor Video - Spellemannprisen 2006 (Grammy noruego)
- Mejor Artista Femenino - Spellemannprisen 2006 (Grammy noruego)
- Nominación a mejor canción - Spellemannprisen 2006 (Grammy noruego)